# Nachal Chomet
Nachal Chomet (hebrejsky נחל חמט) je vádí v jižním Izraeli, v Judské poušti.
Začíná v nadmořské výšce přes 400 metrů, v neosídlené pouštní krajině poblíž hory Har Choled, nedaleko od hranic Západního břehu Jordánu. Směřuje pak k východu, zvolna se zařezává do okolního terénu a klesá k okraji příkopové propadliny Mrtvého moře. Ještě před jejím okrajem ale ústí zprava do vádí Nachal Choled, které jeho vody odvádí dál do vádí Nachal Chever a pak do Mrtvého moře.